# Myśliborski
Myśliborski là một huyện thuộc tỉnh Zachodniopomorskie của Ba Lan. Huyện có diện tích 1182 km². Đến ngày 1 tháng 1 năm 2011, dân số của huyện là 66972 người và mật độ 57 người/km².